# Lophodiodon calori
Genre
Espèce
Synonymes
- Diodon calori Bianconi, 1854 - protonyme[2]
- Lophodiodon nigropunctatus Smith, 1957[2]

Lophodiodon calori est une espèce de poissons de l'ordre des Tetraodontiformes, appartenant à la famille des poissons porc-épic. C'est la seule espèce de son genre Lophodiodon (monotypique).
Comme l'ensemble des membres de cette famille, ces poissons possèdent la capacité de gonfler leur corps, qui est couvert d'épines, et leurs dents sont fusionnées en une structure ressemblant à un bec.